# Fréhel
Fréhel is een gemeente in het Franse departement Côtes-d'Armor, in de regio Bretagne. De plaats maakt deel uit van het arrondissement Dinan. Fréhel telde op 1 januari 2022 1.611 inwoners.

## Geografie
De oppervlakte van Fréhel bedroeg op 1 januari 2022 18,91 vierkante kilometer; de bevolkingsdichtheid was toen 85,2 inwoners per km².
De onderstaande kaart toont de ligging van Fréhel met de belangrijkste infrastructuur en aangrenzende gemeenten.

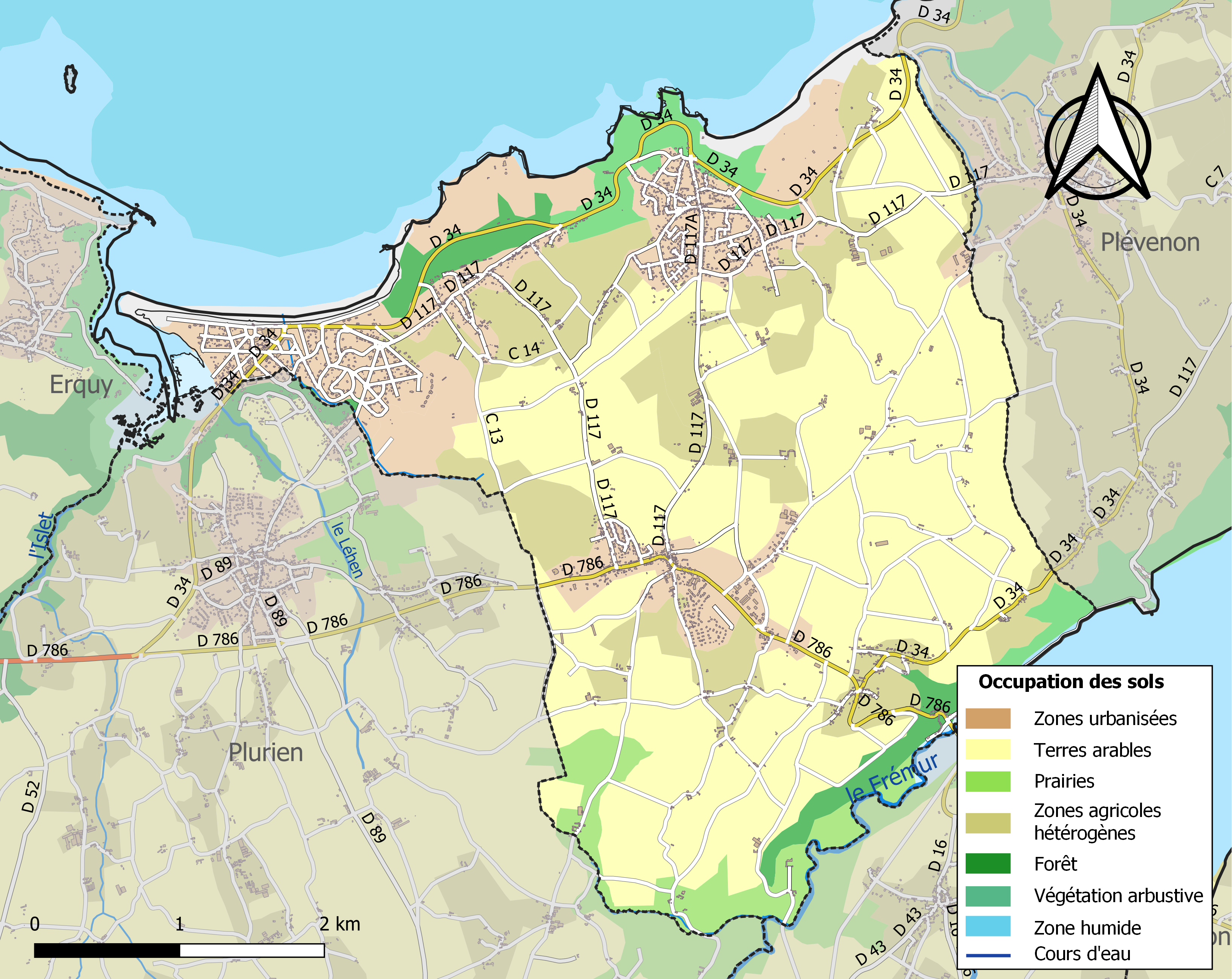

## Demografie
Onderstaande figuur toont het verloop van het inwonertal (bron: INSEE-tellingen).